# John Corbett (Schauspieler)

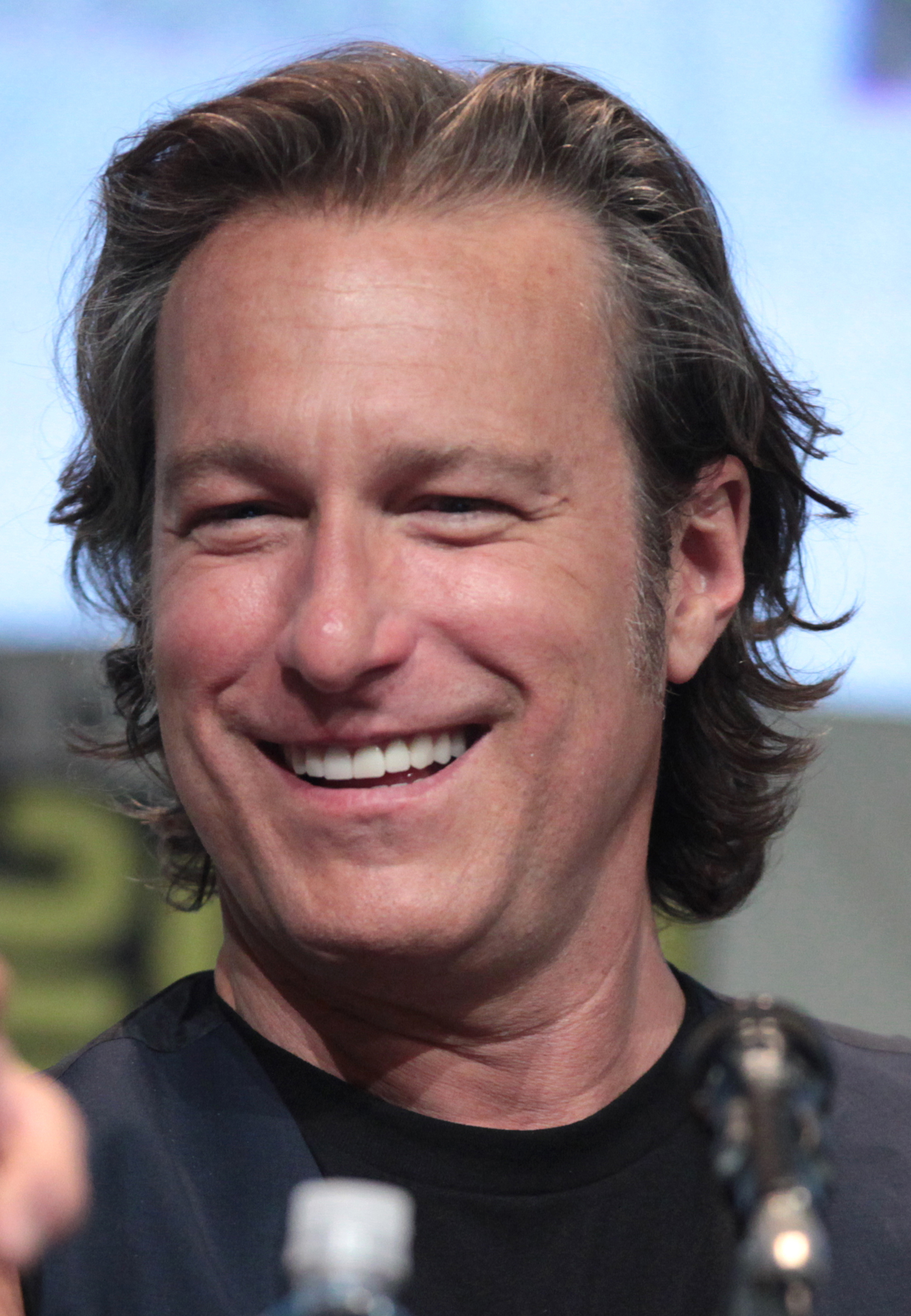
John Corbett bei der Comic-Con (2015)

John Corbett (* 9. Mai 1961 als John Joseph Corbett Junior in Wheeling, West Virginia) ist ein US-amerikanischer Schauspieler.

## Leben und Karriere
Seine erste größere Rolle hatte Corbett von 1990 bis 1995 als Chris Stevens in der Fernsehserie Ausgerechnet Alaska. 1997 übernahm er die Hauptrolle in der von Roland Emmerich produzierten Serie The Visitor. Danach wirkte er in der Serie Sex and the City mit und übernahm unter anderem Rollen in Filmen wie Weil es Dich gibt, Raise Your Voice – Lebe deinen Traum und Liebe auf Umwegen. Sein wohl bekanntester Film ist My Big Fat Greek Wedding – Hochzeit auf griechisch (2002). Er spielte auch in der Fortsetzung My Big Fat Greek Wedding 2 (2016) mit. Größere Aufmerksamkeit konnte auch die Netflix-Produktion To All the Boys I’ve Loved Before (2018) generieren. Sein Schaffen umfasst mehr als 70 Film- und Fernsehproduktionen.
John Corbett ist seit 2002 mit der Schauspielerin Bo Derek liiert, seit Dezember 2020 sind die beiden verheiratet.

## Filmografie (Auswahl)
- 1981: Utilities
- 1988: Wunderbare Jahre (The Wonder Years, Fernsehserie, Episode 1x04)
- 1990–1995: Ausgerechnet Alaska (Northern Exposure, Fernsehserie, 108 Episoden)
- 1997: Volcano
- 1997–1998: The Visitor (Fernsehserie, 13 Episoden)
- 1998: Starship Osiris (Fernsehfilm)
- 1999: Desperate But Not Serious
- 2000: In der Tiefe lauert der Tod (On Hostile Ground)
- 2000: Dinner Rush – Killer zum Dessert (Dinner Rush)
- 2000–2003: Sex and the City (Fernsehserie, 22 Episoden)
- 2001: Scheidung auf amerikanisch (Private Lies, Fernsehfilm)
- 2001: Charlie und das Rentier (Prancer Returns)
- 2001: Weil es Dich gibt (Serendipity)
- 2002: My Big Fat Greek Wedding – Hochzeit auf griechisch (My Big Fat Greek Wedding)
- 2004: Liebe auf Umwegen (Raising Helen)
- 2004: Elvis Has Left the Building
- 2004: Raise Your Voice – Lebe deinen Traum (Raise Your Voice)
- 2005: Bigger Than the Sky
- 2005: Jagd nach Gerechtigkeit (Hunt for Justice)
- 2007: Nora Roberts – Der weite Himmel (Nora Roberts’ Montana Sky)
- 2007: The Messengers
- 2008: Street Kings
- 2008: Auf brennender Erde (The Burning Plain)
- 2009: Baby on Board
- 2009: Mein fast perfekter Valentinstag (I Hate Valentine’s Day)
- 2009–2011: Taras Welten (United States of Tara, Fernsehserie, 36 Episoden)
- 2010: Schwesterherzen – Ramonas wilde Welt (Ramona and Beezus)
- 2010: Sex and the City 2
- 2010: Weihnachten des Herzens (November Christmas, Fernsehfilm)
- 2011–2015: Parenthood (Fernsehserie, 10 Episoden)
- 2012: A Smile as Big as the Moon
- 2015: The Boy Next Door
- 2015: Sex&Drugs&Rock&Roll (Fernsehserie, 10 Episoden)
- 2016: My Big Fat Greek Wedding 2
- 2017: All Saints – Gemeinsam sind wir stark (All Saints)
- 2018: To All the Boys I’ve Loved Before
- 2018: Gott ist nicht tot – Ein Licht in der Dunkelheit (God’s Not Dead: A Light in Darkness)
- 2019: The Silence
- 2019: L. A. Rebels – Ausbruch der Gewalt (Gully)
- 2019: 47 Meters Down: Uncaged
- 2020: To All the Boys: P.S. I Still Love You
- 2021: To All the Boys: Always and Forever
- 2023–2025: And Just Like That … (Fernsehserie)
- 2023: How I Met Your Father (Fernsehserie, 3 Folgen)
- 2023: My Big Fat Greek Wedding – Familientreffen (My Big Fat Greek Wedding 3)